# 一宮郵便局 (愛知県)
一宮郵便局（いちのみやゆうびんきょく）は、愛知県一宮市にある郵便局。民営化前の分類では集配普通郵便局であった。

## 概要
住所：〒491-8799 愛知県一宮市白旗通3-21

### 併設施設
- ゆうちょ銀行一宮店（名古屋支店一宮出張所）：取扱店番号210030

### 分室
分室はなし。かつて存在した分室は以下の通り。
- 一宮駅内分室 - 1996年（平成8年）に廃止された。

## 沿革
- 1872年2月26日（明治5年1月18日） - 一ノ宮郵便取扱所として開設[1]。
- 1874年（明治7年）6月 - 一ノ宮郵便役所となる[1]。
- 1875年（明治8年）7月27日 - 一ノ宮郵便局（四等）となる[1]。
- 1876年（明治9年）11月1日 - 一之宮郵便局に改称。同年、為替取扱を開始[1]。
- 1878年（明治11年）9月25日 - 一ノ宮郵便局に改称。貯金取扱を開始[1]。
- 1885年（明治18年）3月1日 - 一宮郵便局に改称[1]。
- 1886年（明治19年）11月 - 一宮郵便電信局となる[1]。
- 1903年（明治36年）4月1日 - 通信官署官制の施行に伴い一宮郵便局となる[1]。
- 1947年（昭和22年）12月11日 - 郵便局で取り扱う電話通話事務を除く電話事務を一宮電話局に移管[2]。
- 1951年（昭和26年）10月1日 - 一宮市千才通四丁目の尾張一宮駅構内に駅内分室を設置[3]。
- 1956年（昭和31年）9月21日 - 電話通話および和文電報受付事務の取扱を開始。
- 1966年（昭和41年）6月1日 - 一宮駅内分室における簡易生命保険および郵便年金の窓口業務を廃止。
- 1975年（昭和50年）11月17日 - 一宮市本町三丁目から同市白旗通三丁目に移転。
- 1994年（平成6年）7月1日 - 外国通貨の両替および旅行小切手の売買に関する業務取扱を開始。
- 1996年（平成8年）5月31日 - 一宮駅内分室を廃止。
- 2007年（平成19年）10月1日 - 民営化に伴い、併設された郵便事業一宮支店、ゆうちょ銀行一宮店に一部業務を移管。
- 2012年（平成24年）10月1日 - 日本郵便株式会社発足に伴い、郵便事業一宮支店を一宮郵便局に統合。

## 取扱内容

### 一宮郵便局
- 郵便、印紙、ゆうパック、内容証明
- 生命保険、バイク自賠責保険、自動車保険、がん保険、引受条件緩和型医療保険
- 「491-00xx」「491-08xx」「491-09xx」区域（一宮市の一部）の集配業務
- ゆうゆう窓口

### ゆうちょ銀行一宮店
- 貯金、貸付、為替、振替、振込、国際送金、外貨両替、国債、投資信託、変額年金保険
- ATM

## 周辺
- 一宮競輪場
- 愛知県立一宮高等学校
- 国道22号
- 国道155号

## アクセス
- JR東海道本線 尾張一宮駅もしくは名鉄名古屋本線・尾西線 名鉄一宮駅から徒歩約27分
- 名鉄バス 印田停留所下車
- 名古屋高速一宮線 一宮東出入口から北西へ約1.5km
- 駐車場あり：32台